# George Carew (Geistlicher)
George Carew (* 1497 oder 1498; † 1. Juni 1583 in London) war ein englischer Geistlicher. Während der Reformation trat er zum Protestantismus über. Unter Königin Elisabeth I. gehörte er zu wichtigsten Geistlichen am Königshof.

## Herkunft
George Carew entstammte der Familie Carew, einer Familie der Gentry von Südwestengland. Er wurde als dritter Sohn von Edmund Carew und dessen Frau Katherine Huddesfield vermutlich in Mohun’s Ottery, dem Wohnsitz seines Vaters geboren. Über die Kindheit und Erziehung von Carew ist nichts bekannt, außer dass er sich 1522 an Broadgates Hall in Oxford um einen Abschluss als Bachelor bewarb. Es ist allerdings nicht gesichert, dass er diesen erhalten hat.

## Geistlicher unter Heinrich VIII. und Eduard VI.
In den 1520er Jahren kam Carew wohl an den Königshof. 1533 diente er als Kaplan von König Heinrich VIII. Zu dieser Zeit soll er schon verwitwet gewesen sein, denn nach dem Tod seiner Frau unternahm er eine Studienreise ins Ausland. Nachdem er 1533 eine Pfründe in Lydford in Devon erhalten hatte, wurde er 1534 Archidiakon von Totnes und 1536 Rektor von East Allington in Devon. Vermutlich trat er danach zum Protestantismus über, denn 1538 war er zusammen mit Miles Coverdale, John Berkynsaw und anderen Unterstützern von Thomas Cromwell in Paris. Der König bedachte ihn nach seiner Rückkehr mit weiteren Pfründen in den Diözesen Exeter und Salisbury, nämlich 1540 in Titcombe, 1542 in Torbryan, 1543 in Carhays und 1544 in Ilfracombe. 1544 steuerte Carew £ 50 für den Krieg mit Frankreich bei, und 1545 verschaffte ihm der König gegen den Widerstand des Kathedralkapitels eine Pfründe an der Kathedrale von Wells. Nach dem Tod von Heinrich VIII. blieb Carew auch unter dessen Sohn und Nachfolger Eduard VI. königlicher Kaplan. Dieser erlaubte ihm, unter Beibehaltung seiner Einkünfte für bis zu fünf Jahren Studienreisen ins Ausland zu unternehmen. 1548 legte Carew sein Amt als Archidiakon von Totnes nieder und wurde stattdessen Präzentor der Kathedrale von Exeter. 1551 erlaubte ihm der König, dass er lebenslang nicht an den Orten seiner Pfründen wohnen müsse, und 1552 verschaffte ihm William Herbert, 1. Earl of Pembroke das Amt des Dekans von Bristol. 

## Geistlicher unter Maria der Katholischen
Nach dem Tod von Eduard VI. litt Carew zunächst wie sein Bruder Sir Gawain Carew und sein Neffe Sir Peter Carew als Protestant unter der Herrschaft von Maria der Katholischen. Im April 1554 verlor er seine Pfründe in Wells und zwischen Juni und August 1554 musste er seine Ämter in Torbryan und das Dekanat von Bristol niederlegen. Wie seine Verwandten konnte er dann jedoch die neue Regierung überzeugen, dass er vor allem ein loyaler Untertan der Krone war. Daraufhin durfte er nicht nur seine übrigen Ämter behalten, sondern erhielt 1555 weitere Pfründen in Chichester und Salisbury und 1556 wieder in Wells, dazu das Amt des Archidiakons von Exeter und das Rektorat von High Beckington in Devon. 1557 wurde er  Rektor von Mells in Somerset und im Oktober 1558 Präzentor der Kathedrale von Salisbury. Eine Woche nach der Thronbesteigung von Elisabeth I. verschaffte ihm Sir John Harrington das Rektorat von Kelston in Somerset.

## Hofgeistlicher unter Elisabeth I.

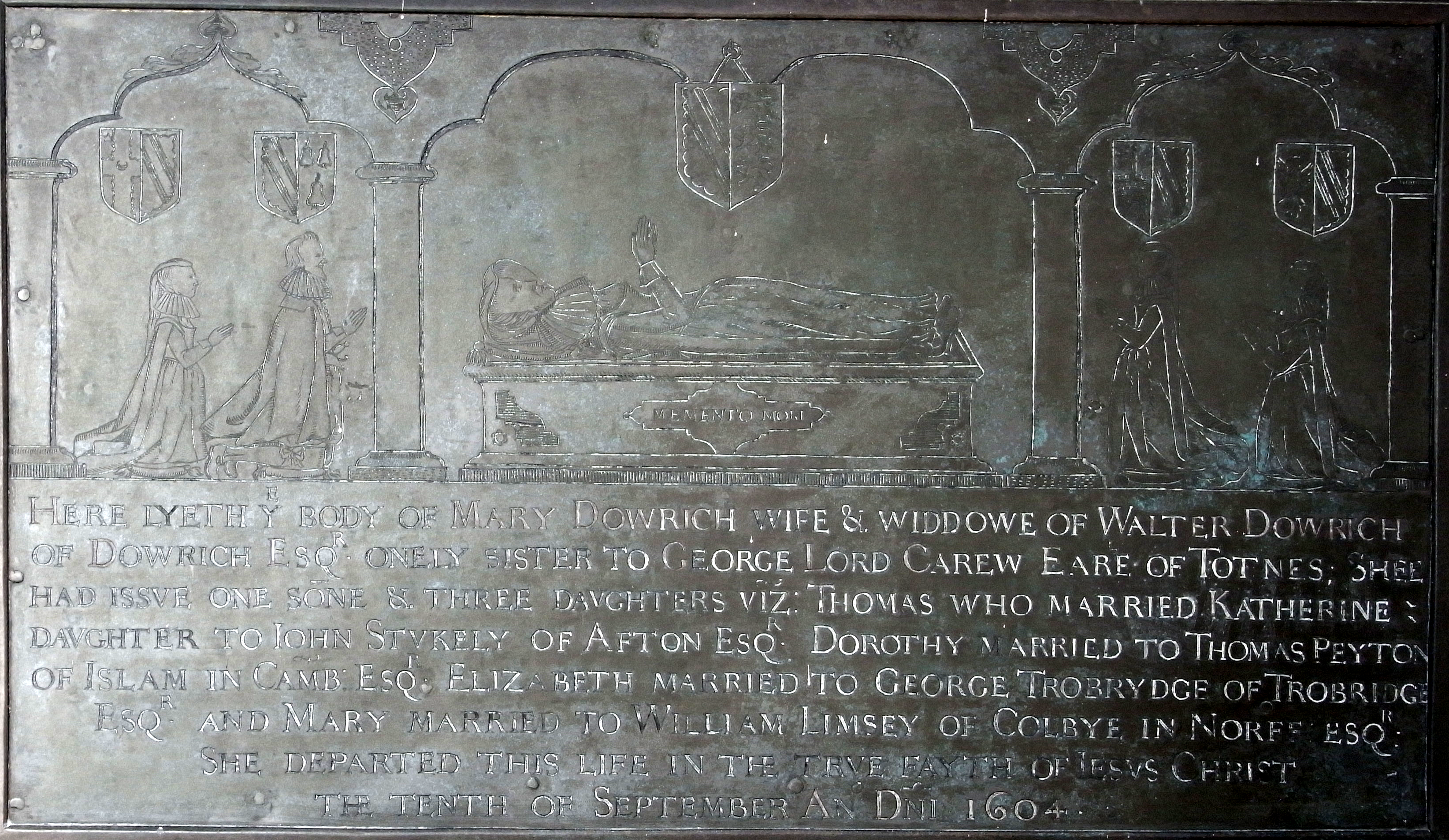
Grabplatte von Carews Tochter Mary Carew in der Kirche von Sandford in Devon

Carew empfahl sich der neuen Herrscherin Elisabeth als Protestant, der weder radikal war noch unter ihrer Vorgängerin Maria ins Exil gehen musste oder die Thronfolge der Tudors ablehnte. Elisabeth ernannte ihn darauf zum ersten und einzigen Dekan der Chapel Royal während ihrer Herrschaft. In dieser Funktion feierte er die Krönungsmesse am 15. Januar 1559 gemäß reformiertem Ritus ohne Transsubstantiation, da keiner der anwesenden Bischöfe unter diesen Bedingungen das Abendmahl feiern wollte. Wenig später ernannte ihn die Königin zum Dekan von Christ Church in Oxford und zum Präzentor von Wells, dazu setzte sie ihn wieder als Dekan von Bristol ein. 1560 wurde er Registrar des Hosenbandordens und Dekan und Kanoniker von Windsor, wofür er aber mehrere Pfründen, darunter die in Wells aufgeben musste. 1561 legte er auch sein Amt als Dekan von Christ Church nieder. 1565 wurde Gilbert Bourne, der abgesetzte katholische Bischof von Bath und Wells, unter seine Aufsicht gestellt. 1569 übernahm Carew das Amt des Dekans anstelle des Amtes des Archidiakons von Exeter. Im selben Jahr gestattete ihm die Königin, dass er aufgrund seines Alters seine Ämter nicht mehr vor Ort ausüben brauche. Wohl aufgrund seiner nachlassenden Gesundheit legte er 1572 sein Amt als Dekan von Windsor, 1574 sein Amt als Rektor von Tiverton und 1580 das Amt des Dekans von Bristol nieder. Er blieb jedoch bis zu seinem Tod Dekan der Chapel Royal, Dekan von Exeter, Präzentor von Salisbury und Wells und Rektor von Mells. Carew starb im hohen Alter und wurde am 3. Juli 1583 in St Giles in the Fields in London beigesetzt. Nach seinem Tod ernannte Elisabeth I. keinen neuen Dekan der Chapel Royal, erst ihr Nachfolger Jakob I. besetzte dieses Amt neu.

## Ehen und Nachkommen
Der Name von Carews erster Ehefrau ist unbekannt, die Ehe war wahrscheinlich kinderlos geblieben. Vor 1552 hatte er in zweiter Ehe Anne Harvey († 1605), eine Tochter von Sir Nicholas Harvey und dessen Ehefrau Bridget geheiratet. Mit ihr hatte er mehrere Kinder, darunter:
- Sir Peter Carew († 1580)
- George Carew, 1. Earl of Totnes (1555–1629)
- Mary Carew († 1604) ⚭ Walter Dowrich

Da sein ältester Sohn Peter 1580 kinderlos in Irland gefallen war, wurde sein zweiter Sohn George sein Erbe.